# 防弾チョッキ2型

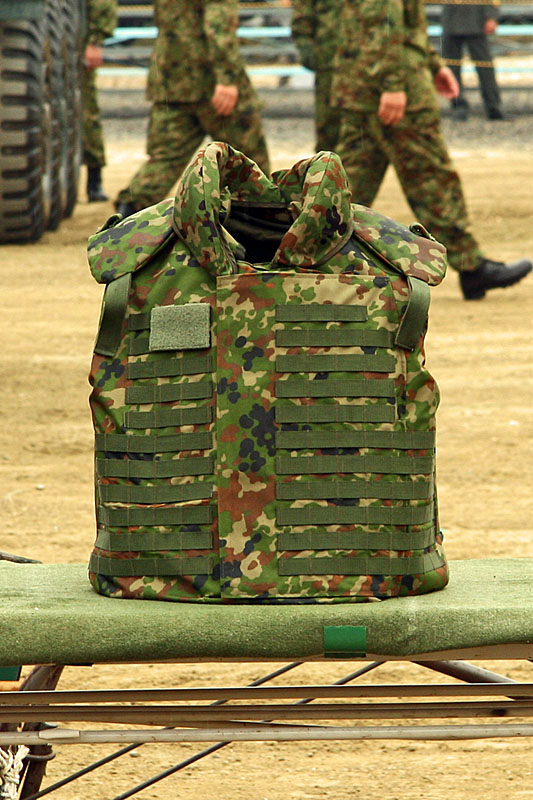
展示される防弾チョッキ2型(改)

防弾チョッキ2型（ぼうだんチョッキにがた）は、陸上自衛隊および航空自衛隊で採用されているボディアーマー。
戦闘防弾チョッキの後継となる装備であり、戦闘防弾チョッキ同様に迷彩服2型と同じ迷彩を採用している。装備年鑑では戦闘装着セットの欄に写真があるものの、名称に「戦闘」という言葉は付けられておらず、戦闘装着セットのような個人貸与品ではなく部隊での一括管理品（火器類の管理に準じており、員数点検が行われている）として管理運用されている。
生産途中から「防弾チョッキ2型(改)」に改良され、2012年度予算からは防弾チョッキ3型に調達が移行した。

## 概要

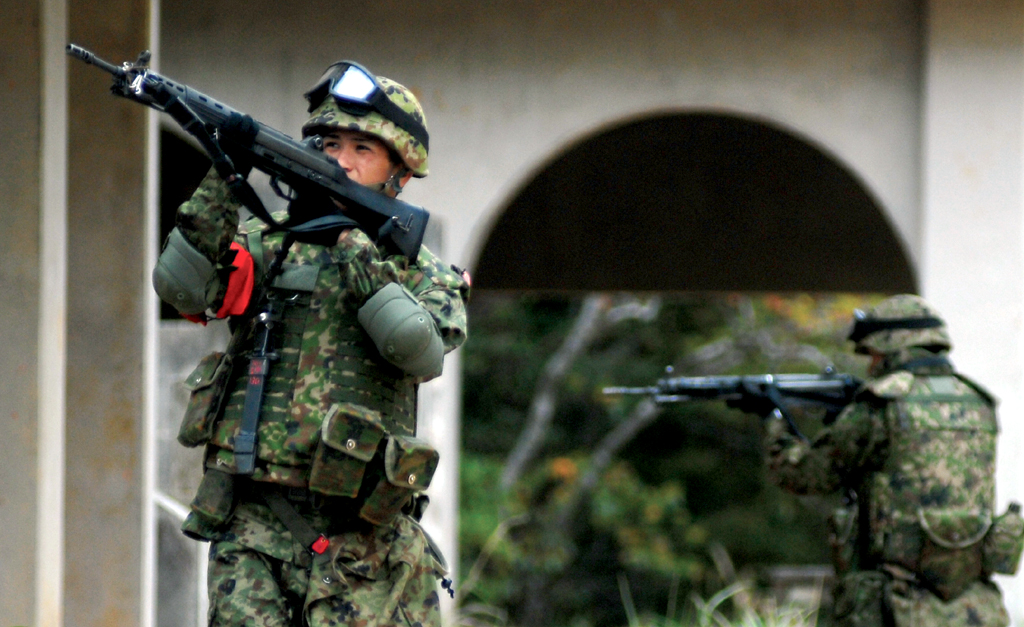
防弾チョッキ2型を着用して訓練を行う隊員

自衛隊のイラク派遣が決定され、急きょ派遣部隊に装備する防弾チョッキが必要となったことから、3ヶ月という短期間で設計・配備されたのがこの「防弾チョッキ2型」である。4ヶ月後にはクイックリリース機能を付与した「防弾チョッキ2型(改)」が開発された。
戦闘防弾チョッキとの最大の違いは、前後面にセラミックプレート（防弾チョッキ付加器材。対小銃弾用）を挿入することで、至近距離から発射された小銃弾の阻止が可能なことである。プレートを前後面に挿入した場合の重量は約12kg（挿入しない場合は約5kg）。なお、銃弾が命中した際の衝撃で内出血などの負傷をしないように、プレートを挿入する際には緩衝材（取り外しが可能）を取り付けることが求められている。
弾倉収納ポケットなどは縫い付けられていないが、全体にPALSと似た装具取り付け用のウェビングが縫い付けられている。このウェビングはPALSと縫い付け方法が異なっており、ウェビングと接続するストラップが付いた専用の装具だけでなく弾帯用のクリップ式装具も取り付けることができる。
肩の部分には戦闘防弾チョッキのものと似たアーマーが取り付けられているが、これは取り外し可能で、部隊によっては取り外したまま使用している。また、襟部分も取り外しが可能であるため、88式鉄帽との干渉を避けるために外すことも可能である。背面上部にはドラッグハンドルが付いており、負傷などで行動不能になった際にほかの隊員が牽引することができる。
生産は東洋紡と東レにより行われており、年間調達数は1万着前後。

## 防護能力
細かな防護性能については戦闘防弾チョッキ同様に一切公表されていないが、戦闘防弾チョッキと同じくNIJ規格の「レベルIIIA」（9x19mmパラベラム弾や.44マグナム弾といった拳銃弾を阻止可能）程度の能力があると思われる。また、前後面にセラミックプレートを挿入することが可能となっているため、NIJ規格の「レベルIII」か「レベルIV」のプレート（官給品のプレートの性能は不明）を挿入すれば小銃弾を阻止することもできる。
OTVやIOTVで採用されているグローイン（鼠蹊部）アーマーや上腕部を守るDAPS（Deltoid Axillary Protection System）、脇腹用セラミックプレートなどは採用されていない。

## 海外派遣での使用
イラク人道復興支援で派遣（イラク派遣）された陸上自衛隊の復興支援部隊には、この防弾チョッキ2型がプレート付きで支給されていた。現地では前・後面のベルクロに日章旗のパッチを取り付けた状態で使用された。その後のハイチPKOやジブチ共和国における海賊対処行動航空隊警衛隊などでも使用されている。

## その他
現在はクイックリリース機能（落水時や負傷した際に左側面下部のワイヤーを引くことで肩部分の連結が外れ、防弾チョッキを分解できる機能）と階級章用ベルクロ（前面中央）が追加された防弾チョッキ2型(改)が調達されており、旧型の戦闘防弾チョッキを順次更新している。
陸上自衛隊広報センターにはプレートが挿入された状態の防弾チョッキ2型が展示されており、実際に試着することができる。
積雪地帯用の白色覆いや砂漠用、航空自衛隊向けの防弾チョッキ（一体型）などの派生型が存在する。防弾チョッキ（一体型）はデジタル迷彩を採用しているほか、ウェビングテープも迷彩化されている。

## 画像

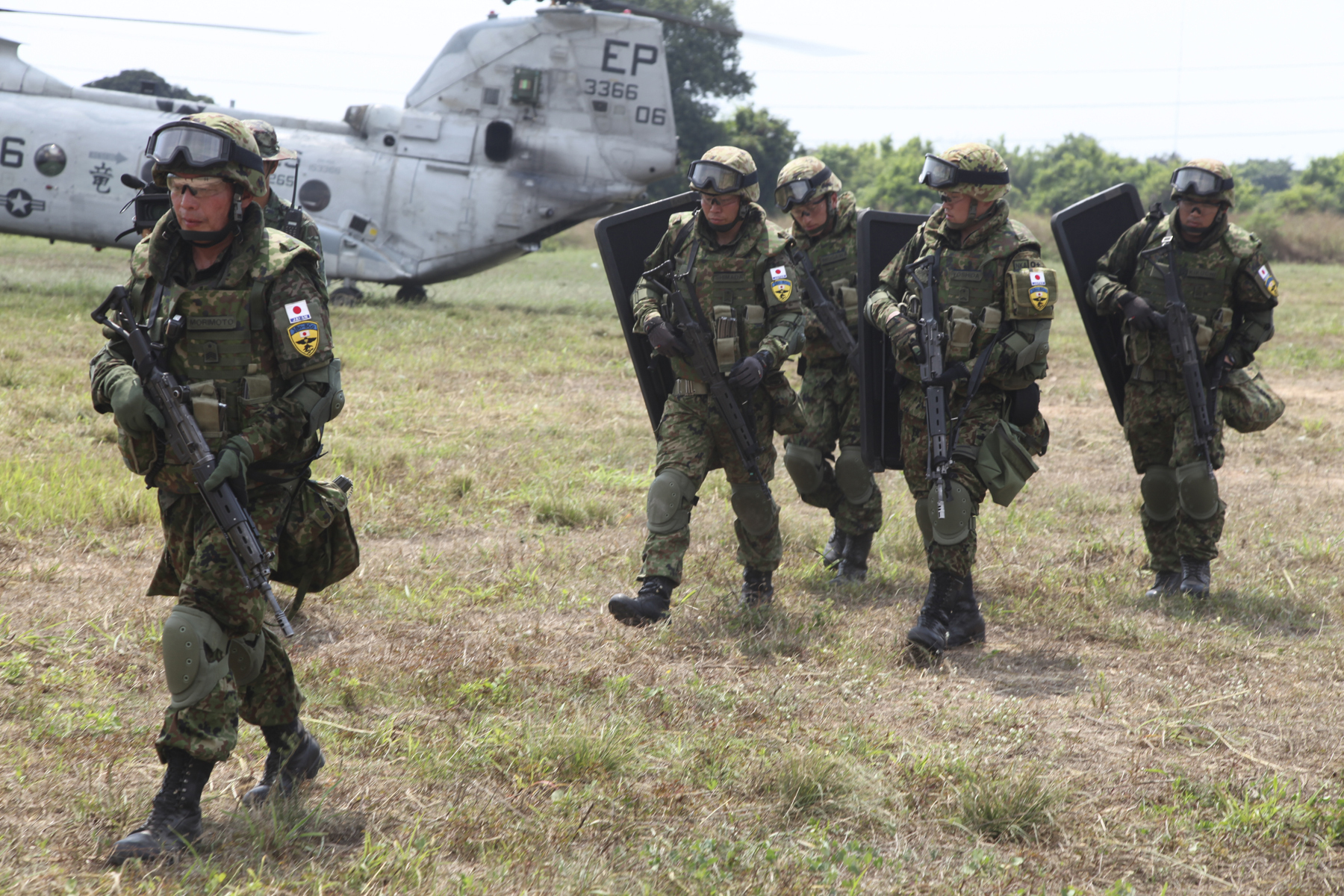
コブラ・ゴールド演習に参加した第1空挺団の隊員（2012年）
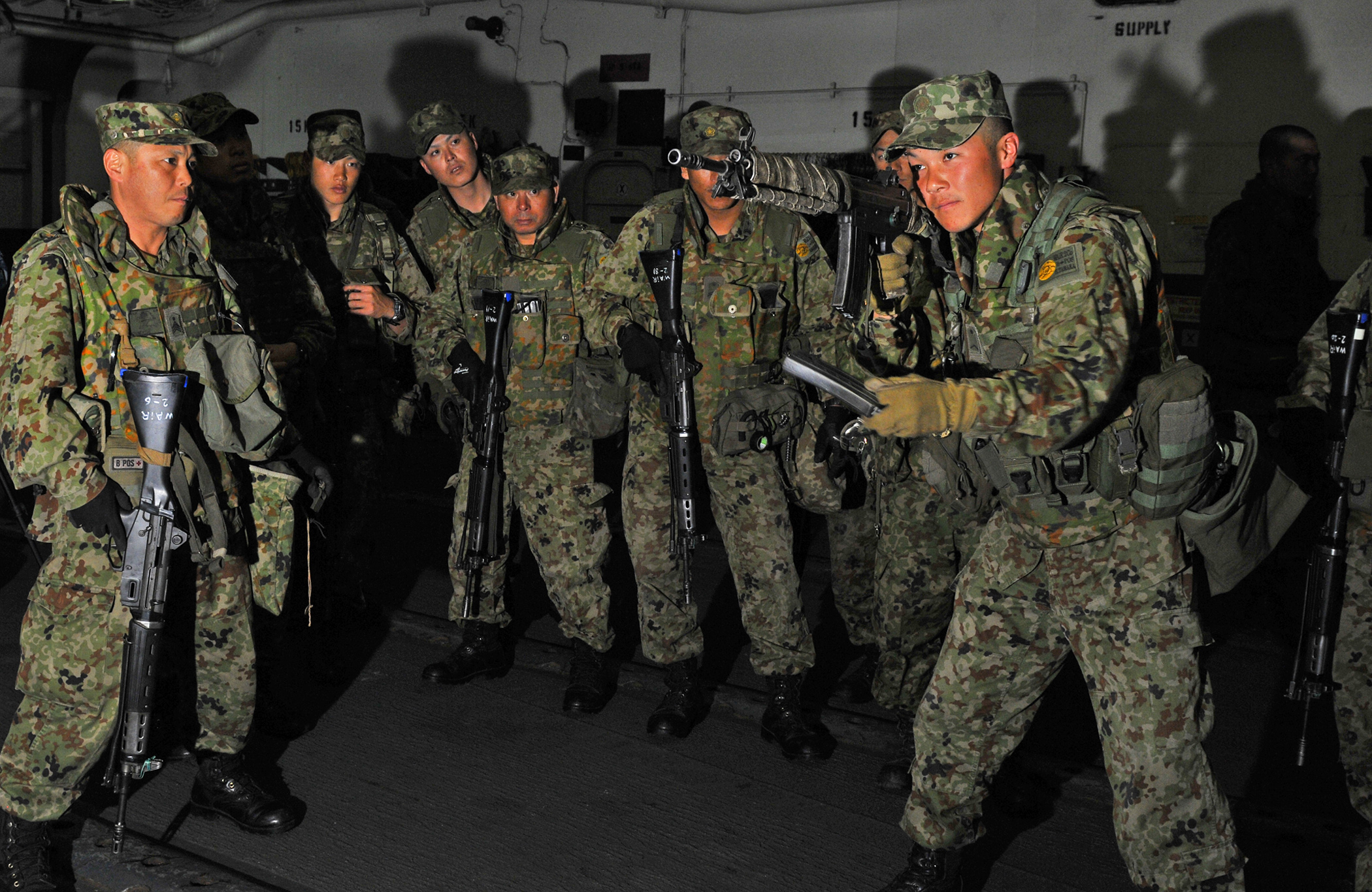
防弾チョッキ2型を着用した西部方面普通科連隊の隊員 手前の隊員は私物のチェストリグを重ね着している
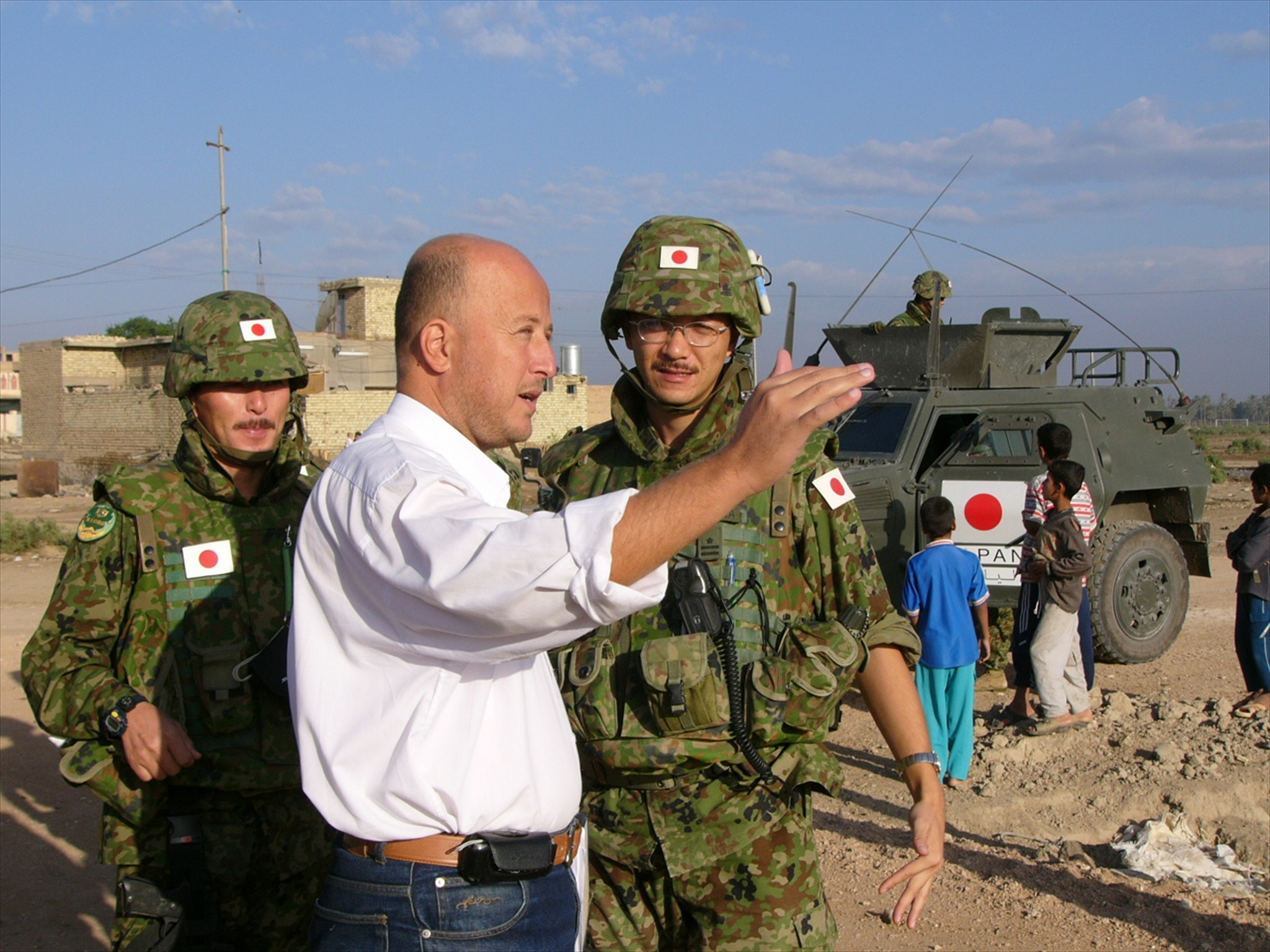
防弾チョッキ2型を着用した隊員（イラク派遣時）
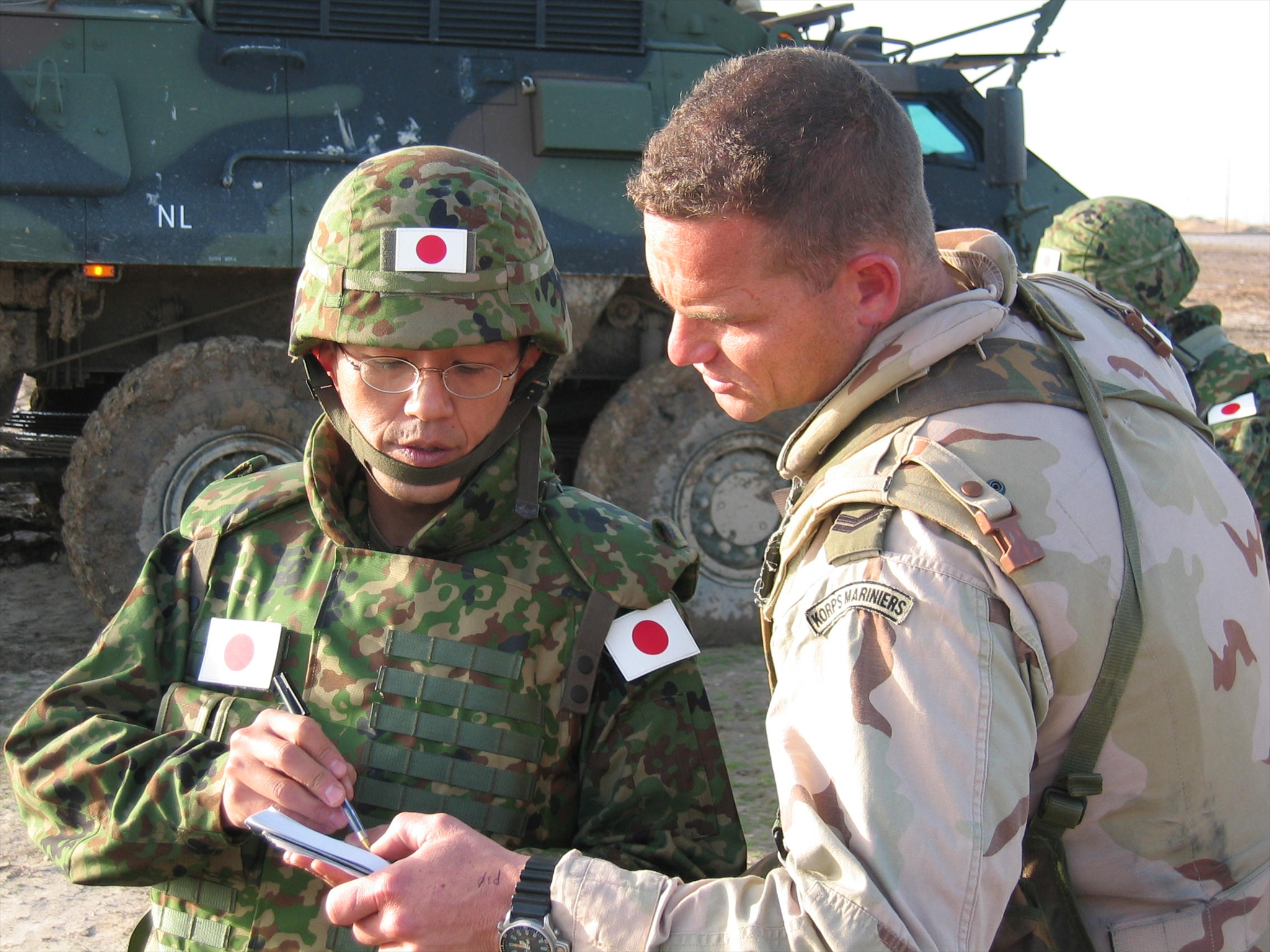
防弾チョッキ2型を着用した隊員（イラク派遣時）